# 美作国分寺
美作国分寺（みまさかこくぶんじ）は、岡山県津山市国分寺にある天台宗の寺院。山号は龍壽山。本尊は薬師如来。
奈良時代に聖武天皇の詔により日本各地に建立された国分寺のうち、美作国国分寺の後継寺院にあたる。本項では現寺院とともに、古代寺院跡である美作国分寺跡（国の史跡）・美作国分尼寺跡についても解説する。

## 概要
津山市東方、吉井川近くの台地上に所在する。創建時の国分寺跡地の東方に隣接して立ち、同寺を継承するという。
創建時の国分寺は平安時代末に廃絶したと推測されているが、寺伝では承安2年（1172年）に兵火により焼亡したという。その後江戸時代に入り元和9年（1623年）、津山藩主・森家により再興した。のち文政11年（1828年）11月、後を継いだ津山藩主・越前松平家の援助により再建された。

## 境内
境内には創建時の国分寺礎石数個が伝わっている。

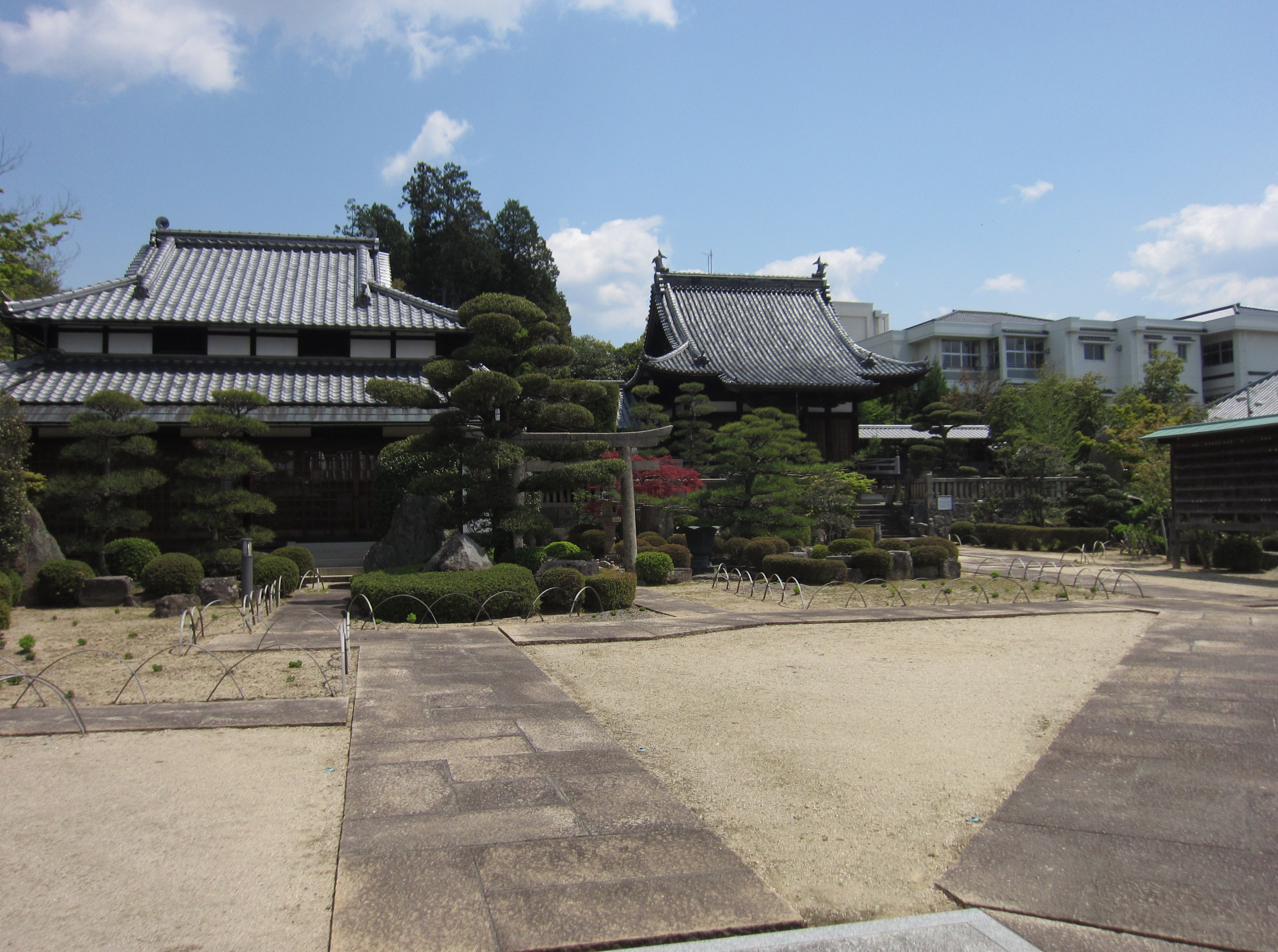
境内
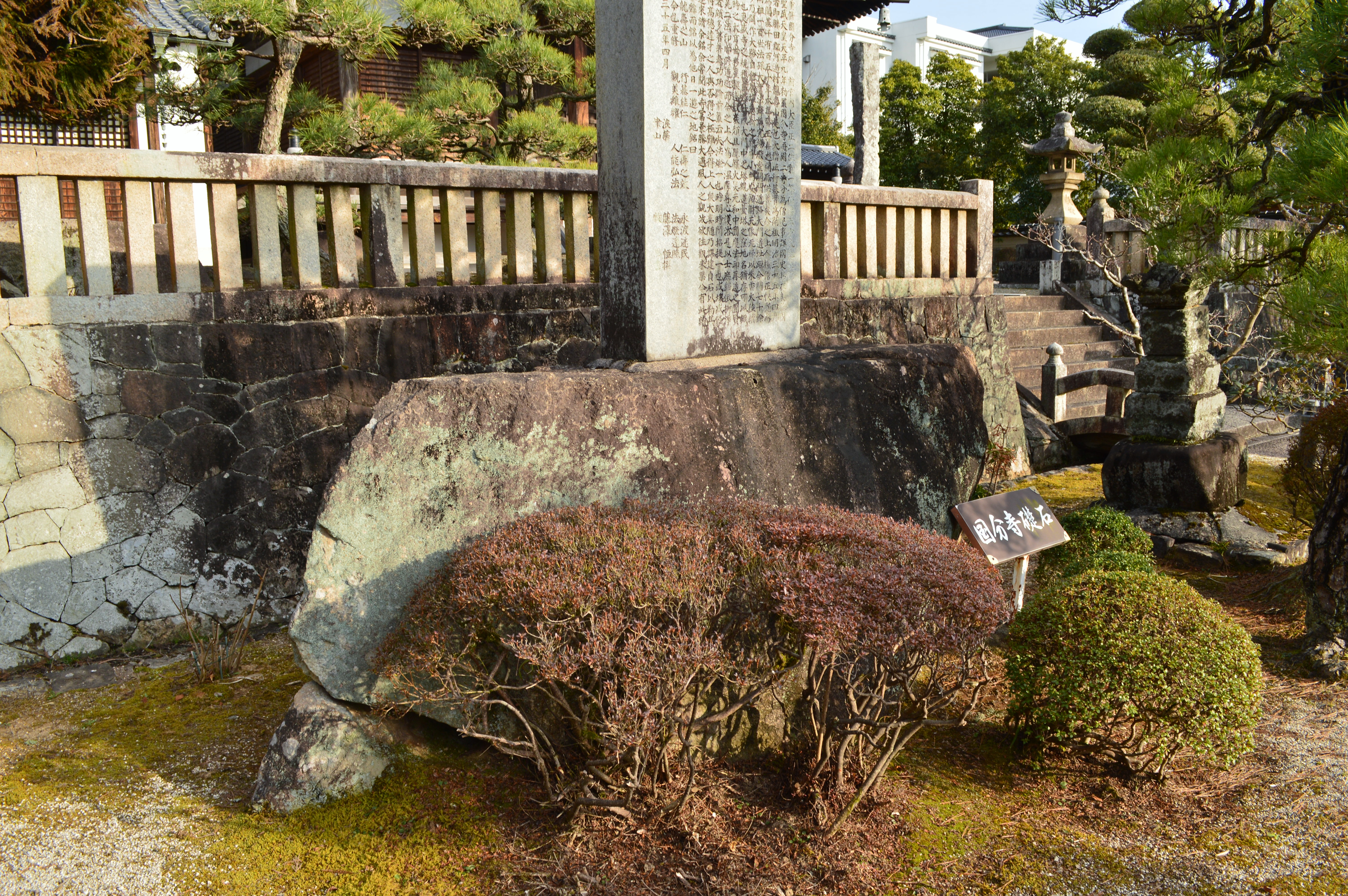
国分寺礎石
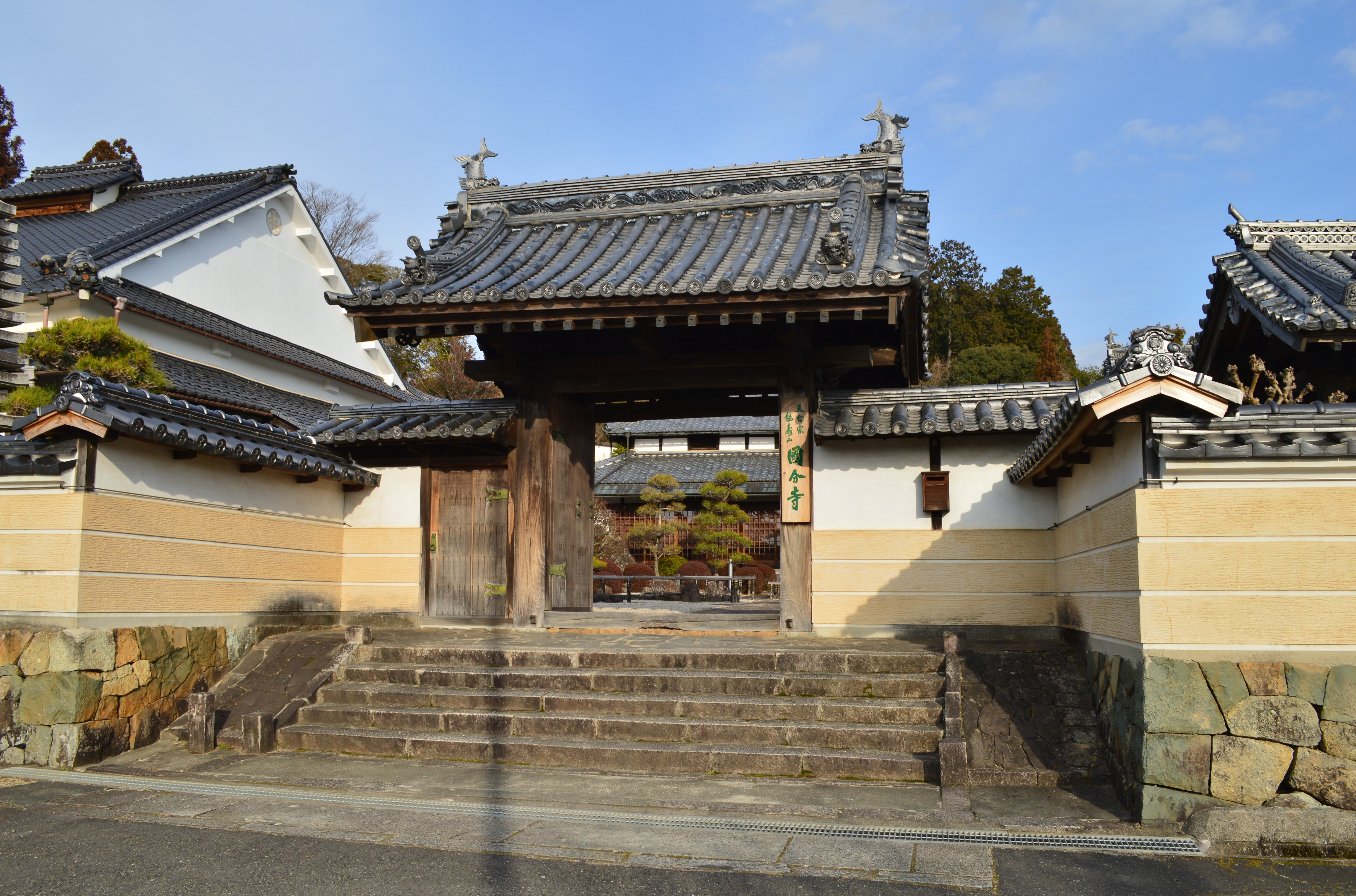
山門

## 美作国分寺跡

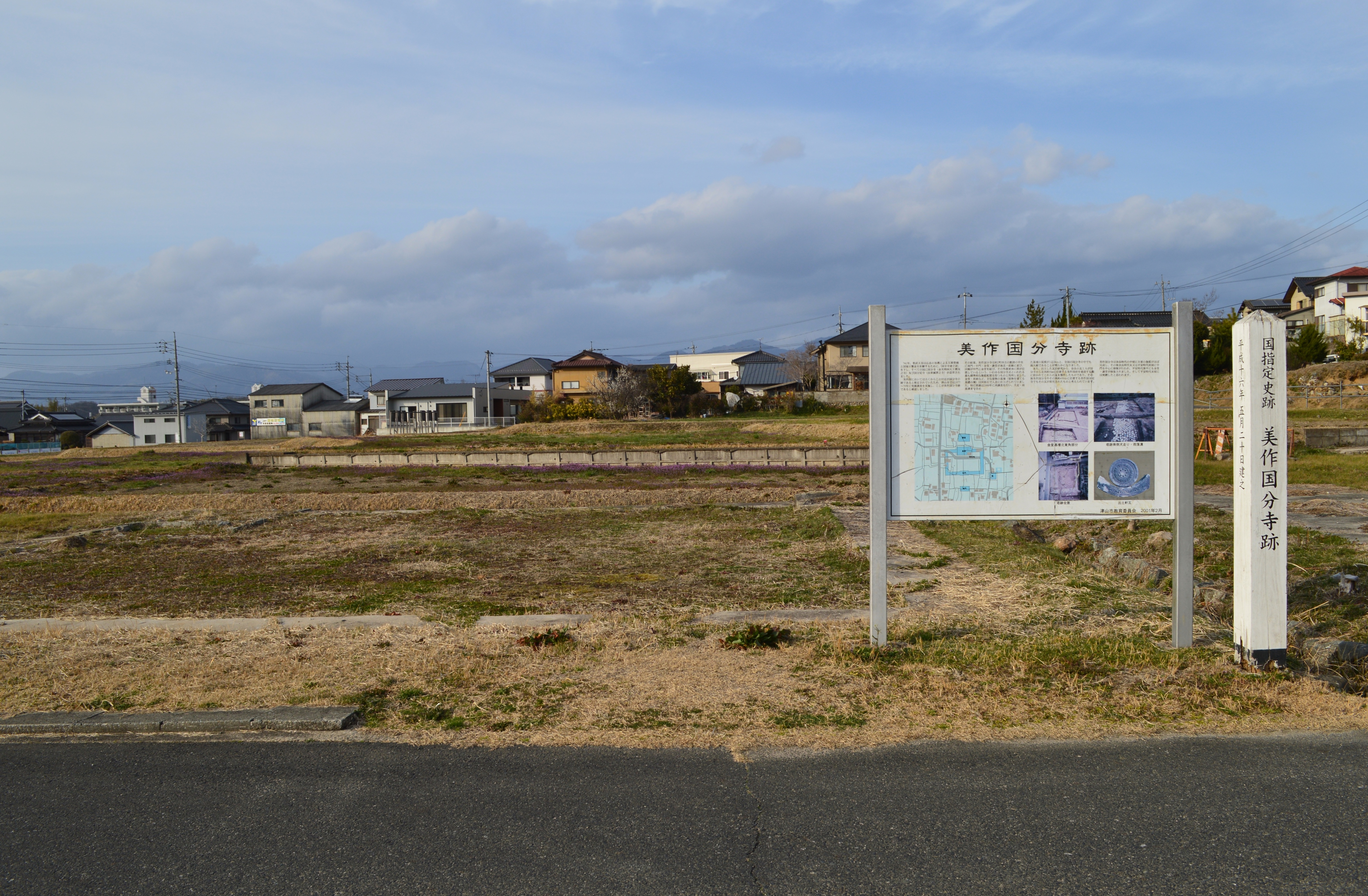
美作国分寺跡

創建時の国分寺跡は、現在の国分寺の西方に隣接して立ち、寺域はほぼ2町四方とされる。伽藍配置は、南から南門・中門・金堂・講堂が直線上に立ち、中門と金堂は回廊で接続しその東南に塔が位置するという、典型的な国分寺式の配置である。また、講堂北方には別の礎石建物が確認されている。
出土品から推測される年代は、国分寺建立の詔からまもなくの造営、平安時代末の衰退と見られる。出土品の中でも特に、創建期の軒瓦の文様が平城宮朝堂院の瓦と似ていることが注目される。

## 美作国分尼寺跡

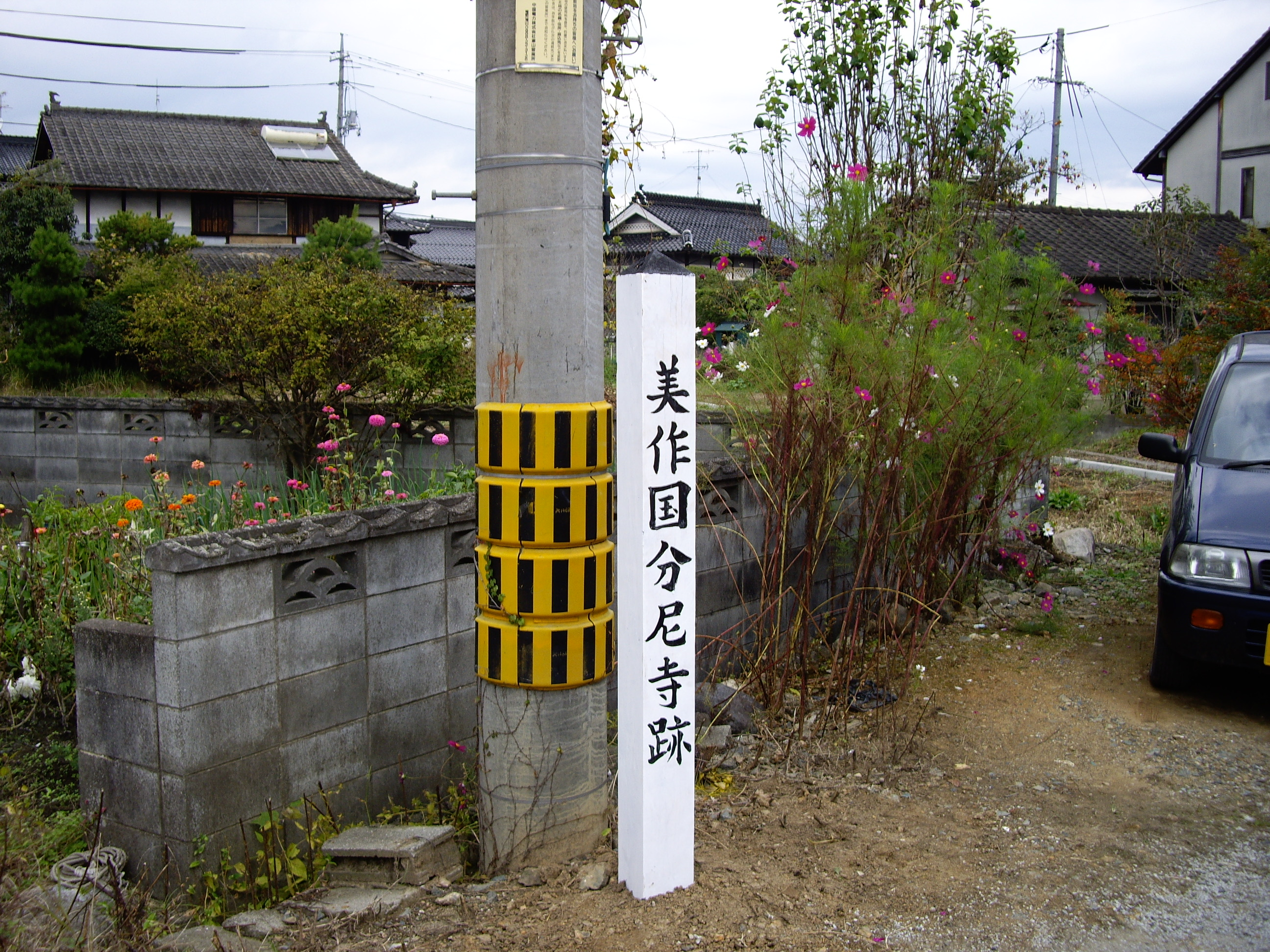
美作国分尼寺跡

尼寺跡は国分寺跡の西方450m、津山市日上の「人神（にんじん）」の小字が残る台地上と推定されている。ほぼ真北方位を取る掘立柱建物跡や礎石落とし込み穴、国分寺跡と同范の軒瓦などが出土したが、住宅地のため遺構は十分に調査されておらず、伽藍配置や寺域なども確定していない。国分寺同様、8世紀中頃に創建され、平安時代末か鎌倉時代には廃絶したとみられている。

## 文化財

### 国の史跡
- 美作国分寺跡 - 2004年（平成16年）2月27日指定、2009年（平成21年）7月23日追加指定。

## 現地情報
所在地
- 国分寺（現）：岡山県津山市国分寺483
- 国分寺跡：津山市国分寺296 ほか

交通アクセス
- 鉄道：JR西日本姫新線・因美線 東津山駅（徒歩約25分）

周辺
- 飯塚古墳 - 国分寺の北にある大型円墳。